# ریشار باکاری
ریشار باکاری (انگلیسی: Richard Bakary؛ زادهٔ ۱۷ اکتبر ۱۹۹۷) بازیکن فوتبال اهل بنین است.
از باشگاه‌هایی که در آن بازی کرده است می‌توان به باشگاه فوتبال ساوت‌همپتون اشاره کرد.
وی همچنین در تیم ملی فوتبال بنین بازی کرده است.